# Фелісіано Лопес
Фелісьяно Лопес Діас-Герра (ісп. Feliciano López Diaz-Guerra, 20 вересня 1981) — колишній іспанський тенісист. 
Найвищу одиночну позицію світового рейтингу — 12 місце досяг 2 березня 2015, парну — 9 місце — 7 листопада 2016 року. Здобув 7 одиночних та 6 парних титулів. Найкращим результатом у турнірах Великого шолома в одиночному розряді для нього стали три виходи у чвертьфінал Вімблдонського турніру та чвертьфінал Відкритого чемпіонату США. Він був першим із іспанців, кому вдалося добратись до чвертьфіналу Вімблдону. Іспанці традиційно спеціалізувалися на ґрунтових кортах, а на траві їхні здобутки традиційно були незначними.
Фелісіано Лопес разом із Марком Лопесом виграли  Відкритий чемпіонат Франції з тенісу 2016 у парному розряді.
Завершив кар'єру 2023 року.

## Загальна статистика

### Виступи у турнірах Великого шолома
| W | Ф | ПФ | ЧФ | #Р | КТ | К# | P# | DNQ | A | Z# | PO | G | S | B | NMS | NTI | P | NH |

#### Одиночний розряд
| Турнір                                 | 2000 | 2001 | 2002 | 2003 | 2004 | 2005 | 2006 | 2007 | 2008 | 2009 | 2010 | 2011 | 2012 | 2013 | 2014 | 2015 | 2016 | 2017 | 2018 | 2019 | 2020 | 2021 | 2022 | 2023 | SR     | В-П   | % перемог |
| -------------------------------------- | ---- | ---- | ---- | ---- | ---- | ---- | ---- | ---- | ---- | ---- | ---- | ---- | ---- | ---- | ---- | ---- | ---- | ---- | ---- | ---- | ---- | ---- | ---- | ---- | ------ | ----- | --------- |
| Відкритий чемпіонат Австралії з тенісу |      |      |      | 3р   | 1р   | 3р   | 3р   | 2р   | 2р   | 1р   | 3р   | 2р   | 4р   | 2р   | 3р   | 4р   | 3р   | 1р   | 1р   | 1р   | 1р   | 3р   | 1р   |      | 0 / 20 | 24–20 | 55%       |
| Відкритий чемпіонат Франції з тенісу   |      | 1р   | 2р   | 1р   | 4р   | 1р   | 1р   | 1р   | 1р   | 2р   | 1р   | 1р   | 1р   | 3р   | 2р   | 1р   | 3р   | 3р   | 1р   | 1р   | 1р   | 1р   | К1р  |      | 0 / 21 | 12–21 | 36%       |
| Вімблдонський турнір                   | К2р  |      | 4р   | 4р   | 3р   | ЧФ   | 1р   | 3р   | ЧФ   | 1р   | 3р   | ЧФ   | 1р   | 3р   | 4р   | 2р   | 3р   | 1р   | 2р   | 2р   | NH   | 1р   | 1р   |      | 0 / 20 | 34–20 | 63%       |
| Відкритий чемпіонат США з тенісу       |      |      | 2р   | 1р   | 3р   | 2р   | 2р   | 4р   | 1р   | 1р   | 4р   | 3р   | 3р   | 3р   | 3р   | ЧФ   | 2р   | 3р   | 1р   | 3р   | 1р   | 1р   |      |      | 0 / 20 | 28–20 | 58%       |
| В-П                                    | 0–0  | 0–1  | 5–3  | 5–4  | 7–4  | 7–4  | 3–4  | 6–4  | 5–4  | 1–4  | 7–4  | 7–4  | 5–4  | 7–4  | 8–4  | 8–4  | 7–4  | 4–4  | 1–4  | 3–4  | 0–3  | 2–4  | 0–2  | 0–0  | 0 / 81 | 98–81 | 55%       |

#### Парний розряд
| Турнір                                 | 2003 | 2004 | 2005 | 2006 | 2007 | 2008 | 2009 | 2010 | 2011 | 2012 | 2013 | 2014 | 2015 | 2016 | 2017 | 2018 | 2019 | 2020 | 2021 | 2022 | 2023 | SR     | В-П   | % перемог |
| -------------------------------------- | ---- | ---- | ---- | ---- | ---- | ---- | ---- | ---- | ---- | ---- | ---- | ---- | ---- | ---- | ---- | ---- | ---- | ---- | ---- | ---- | ---- | ------ | ----- | --------- |
| Відкритий чемпіонат Австралії з тенісу | 1р   | 2р   | 1р   | 2р   |      | 3р   | ЧФ   | 2р   | 2р   |      | 1р   | 1р   | ЧФ   | 2р   | 3р   | 2р   | 1р   | 1р   |      |      |      | 0 / 16 | 15–16 | 50%       |
| Відкритий чемпіонат Франції з тенісу   | 3р   | 1р   | 1р   | 1р   | 2р   |      | 1р   |      | 2р   |      | 3р   | 3р   | 2р   | 2016 | 1р   | ПФ   | 2р   | 3р   |      | 3р   |      | 1 / 16 | 24–14 | 63%       |
| Вімблдонський турнір                   | 1р   | 2р   | 2р   |      |      | 3р   |      |      |      |      |      | 2р   |      |      | 1р   |      | 2р   | NH   | 1р   | 1р   |      | 0 / 9  | 6–7   | 55%       |
| Відкритий чемпіонат США з тенісу       | 3р   | ЧФ   | 3р   | 1р   | 2р   | ЧФ   |      | 1р   |      |      | 2р   | 1р   | 1р   | ПФ   | Ф    | 2р   | 2р   |      |      | 2р   |      | 0 / 15 | 23–15 | 61%       |
| В-П                                    | 3–4  | 5–4  | 3–3  | 1–3  | 2–2  | 6–2  | 3–2  | 1–2  | 2–1  | 0–0  | 3–3  | 3–4  | 4–3  | 11–2 | 7–4  | 6–3  | 3–4  | 2–2  | 0–1  | 3–3  | 0–0  | 1 / 56 | 68–52 | 57%       |

### Фінали турнірів Великого шолома

#### Парний розряд: 2 (1–1)
| Результат | Рік  | Турнір                               | Покриття | Партнер           | Суперники                   | Рахунок            |
| --------- | ---- | ------------------------------------ | -------- | ----------------- | --------------------------- | ------------------ |
| Перемога  | 2016 | Відкритий чемпіонат Франції з тенісу | Ґрунт    | Марк Лопес Таррес | Боб Браян Майк Браян        | 6–4, 6–7(6–8), 6–3 |
| Поразка   | 2017 | Відкритий чемпіонат США з тенісу     | Тверде   | Марк Лопес Таррес | Жан-Жульєн Роєр Горія Текеу | 4–6, 3–6           |

### Матчі за олімпійські медалі

#### Парний розряд: 1 (1 четверте місце)
| Результат  | Рік  | Турнір                                                                    | Покриття | Партнер      | Суперники                  | Рахунок       |
| ---------- | ---- | ------------------------------------------------------------------------- | -------- | ------------ | -------------------------- | ------------- |
| 4-те місце | 2012 | Теніс на літніх Олімпійських іграх 2012 — чоловічий парний турнір, Лондон | Трава    | Давид Феррер | Жульєн Беннето Рішар Гаске | 6–7(4–7), 2–6 |

## Фінали турнірів ATP

### Одиночний розряд: 18 (7 титулів, 11 поразок)
| Легенда                              |
| ------------------------------------ |
| Grand Slam (0–0)                     |
| ATP Masters 1000 (0–0)               |
| Intl. Gold / ATP 500 Series (3–3)    |
| International / ATP 250 Series (4–8) |

| Фінали за покриттям |
| ------------------- |
| Тверде (2–6)        |
| Ґрунт (1–3)         |
| Трава (4–2)         |

| Фінали за умовами |
| ----------------- |
| Під небом (6–9)   |
| У залі (1–2)      |

| Результат | В-П  | Дата     | Турнір                                 | Tier          | Покриття   | Опонент                | Рахунок                       |
| --------- | ---- | -------- | -------------------------------------- | ------------- | ---------- | ---------------------- | ----------------------------- |
| Поразка   | 0–1  | Бер 2004 | Dubai Tennis Championships, UAE        | Intl. Gold    | Тверде     | Роджер Федерер         | 6–4, 1–6, 2–6                 |
| Перемога  | 1–1  | Жов 2004 | Vienna Open, Австрія                   | Intl. Gold    | Тверде (i) | Гільєрмо Каньяс        | 6–4, 1–6, 7–5, 3–6, 7–5       |
| Поразка   | 1–2  | Сер 2005 | Connecticut Open, US                   | International | Тверде     | Джеймс Блейк           | 6–3, 5–7, 1–6                 |
| Поразка   | 1–3  | Лип 2006 | Swiss Open Gstaad, Швейцарія           | International | Ґрунт      | Рішар Гаске            | 6–7(4–7), 7–6(7–3), 3–6, 3–6  |
| Поразка   | 1–4  | Бер 2008 | Dubai Tennis Championships, UAE        | Intl. Gold    | Тверде     | Енді Роддік            | 7–6(10–8), 4–6, 2–6           |
| Перемога  | 2–4  | Лют 2010 | SA Tennis Open, ПАР                    | 250 Series    | Тверде     | Стефан Робер           | 7–5, 6–1                      |
| Поразка   | 2–5  | Тра 2011 | Serbia Open, Сербія                    | 250 Series    | Ґрунт      | Новак Джокович         | 6–7(4–7), 2–6                 |
| Поразка   | 2–6  | Лют 2013 | U.S. National Indoor Championships, US | 500 Series    | Тверде (i) | Нісікорі Кей           | 2–6, 3–6                      |
| Перемога  | 3–6  | Чер 2013 | Eastbourne International, UK           | 250 Series    | Трава      | Жиль Сімон             | 7–6(7–2), 6–7(5–7), 6–0       |
| Поразка   | 3–7  | Чер 2014 | Queen's Club Championships, UK         | 250 Series    | Трава      | Григор Димитров        | 7–6(10–8), 6–7(1–7), 6–7(6–8) |
| Перемога  | 4–7  | Чер 2014 | Eastbourne International, UK (2)       | 250 Series    | Трава      | Рішар Гаске            | 6–3, 6–7(5–7), 7–5            |
| Поразка   | 4–8  | Лют 2015 | Ecuador Open, Еквадор                  | 250 Series    | Ґрунт      | Віктор Естрелья Бургос | 2–6, 7–6(7–5), 6–7(5–7)       |
| Поразка   | 4–9  | Жов 2015 | BMW Malaysian Open, Малайзія           | 250 Series    | Тверде (i) | Давид Феррер           | 5–7, 5–7                      |
| Перемога  | 5–9  | Лип 2016 | Swiss Open, Швейцарія                  | 250 Series    | Ґрунт      | Робін Гаасе            | 6–4, 7–5                      |
| Поразка   | 5–10 | Сер 2016 | Los Cabos Open, Мексика                | 250 Series    | Тверде     | Іво Карлович           | 6–7(5–7), 2–6                 |
| Поразка   | 5–11 | Чер 2017 | Stuttgart Open, Німеччина              | 250 Series    | Трава      | Люка Пуй               | 6–4, 6–7(5–7), 4–6            |
| Перемога  | 6–11 | Чер 2017 | Queen's Club Championships, UK         | 500 Series    | Трава      | Марин Чилич            | 4–6, 7–6(7–2), 7–6(10–8)      |
| Перемога  | 7–11 | Чер 2019 | Queen's Club Championships, UK (2)     | 500 Series    | Трава      | Жиль Сімон             | 6–2, 6–7(4–7), 7–6(7–2)       |

### Парний розряд: 17 (6 титулів, 11 поразок)
| Легенда                              |
| ------------------------------------ |
| Grand Slam (1–1)                     |
| ATP Masters 1000 (0–2)               |
| Intl. Gold / ATP 500 Series (3–5)    |
| International / ATP 250 Series (2–3) |

| Фінали за покриттям |
| ------------------- |
| Тверде (3–6)        |
| Ґрунт (2–5)         |
| Трава (1–0)         |

| Фінали за умовами |
| ----------------- |
| Під небом (5–10)  |
| У залі (1–1)      |

| Результат | В-П  | Дата     | Турнір                                          | Tier          | Покриття   | Партнер                   | Опоненти                             | Рахунок               |
| --------- | ---- | -------- | ----------------------------------------------- | ------------- | ---------- | ------------------------- | ------------------------------------ | --------------------- |
| Поразка   | 0–1  | Тра 2001 | Valencia Open, Іспанія                          | International | Ґрунт      | Франсіско Ройг            | Доналд Джонсон Джаред Палмер         | 5–7, 3–6              |
| Поразка   | 0–2  | Кві 2004 | Valencia Open, Іспанія                          | International | Ґрунт      | Марк Лопес Таррес         | Гастон Етліс Мартін Родрігес         | 5–7, 6–7(5–7)         |
| Перемога  | 1–2  | Жов 2004 | Stockholm Open, Швеція                          | International | Тверде (i) | Фернандо Вердаско         | Вейн Артурс Пол Генлі                | 6–4, 6–4              |
| Поразка   | 1–3  | Кві 2005 | Відкритий чемпіонат Барселони з тенісу, Іспанія | Intl. Gold    | Ґрунт      | Рафаель Надаль            | Леандер Паес Ненад Зімоньїч          | 3–6, 3–6              |
| Поразка   | 1–4  | Лют 2011 | Dubai Tennis Championships, UAE                 | 500 Series    | Тверде     | Жеремі Шарді              | Сергій Стаховський Михайло Южний     | 6–4, 3–6, [3–10]      |
| Поразка   | 1–5  | Бер 2014 | Abierto Mexicano TELCEL, Мексика                | 500 Series    | Тверде     | Максим Мирний             | Кевін Андерсон Меттью Ебден          | 3–6, 3–6              |
| Поразка   | 1–6  | Тра 2014 | Мастерс Рим, Італія                             | Masters 1000  | Ґрунт      | Робін Гаасе               | Деніел Нестор Ненад Зімоньїч         | 4–6, 6–7(2–7)         |
| Поразка   | 1–7  | Лис 2015 | Valencia Open, Іспанія                          | 250 Series    | Тверде (i) | Мирний Максим Миколайович | Ерік Буторак Скотт Ліпскі            | 6–7(4–7), 3–6         |
| Перемога  | 2–7  | Січ 2016 | Qatar ExxonMobil Open, Катар                    | 250 Series    | Тверде     | Марк Лопес Таррес         | Філіпп Пецшнер Александер Пея        | 6–4, 6–3              |
| Поразка   | 2–8  | Лют 2016 | Dubai Tennis Championships, UAE                 | 500 Series    | Тверде     | Марк Лопес Таррес         | Сімоне Болеллі Андреас Сеппі         | 2–6, 6–3, [12–14]     |
| Перемога  | 3–8  | Чер 2016 | Відкритий чемпіонат Франції з тенісу, Франція   | Grand Slam    | Ґрунт      | Марк Лопес Таррес         | Боб Браян Майк Браян                 | 6–4, 6–7(6–8), 6–3    |
| Поразка   | 3–9  | Бер 2017 | Mexican Open, Мексика                           | 500 Series    | Тверде     | Джон Ізнер                | Джеймі Маррей Бруно Соарес           | 3–6, 3–6              |
| Поразка   | 3–10 | Кві 2017 | Мастерс Монте-Карло, Монако                     | Masters 1000  | Ґрунт      | Марк Лопес Таррес         | Роган Бопанна Пабло Куевас           | 3–6, 6–3, [4–10]      |
| Поразка   | 3–11 | Вер 2017 | Відкритий чемпіонат США з тенісу, US            | Grand Slam    | Тверде     | Марк Лопес Таррес         | Жан-Жульєн Роєр Горія Текеу          | 4–6, 3–6              |
| Перемога  | 4–11 | Кві 2018 | Barcelona Open, Іспанія                         | 500 Series    | Ґрунт      | Марк Лопес Таррес         | Айсам-уль-Хак Куреші Жан-Жульєн Роєр | 7–6(7–5), 6–4         |
| Перемога  | 5–11 | Чер 2019 | Queen's Club Championships, UK                  | 500 Series    | Трава      | Енді Маррей               | Ражів Рам Джо Солсбері               | 7–6(8–6), 5–7, [10–5] |
| Перемога  | 6–11 | Лют 2022 | Mexican Open, Мексика                           | 500 Series    | Тверде     | Стефанос Ціціпас          | Марсело Аревало Жан-Жульєн Роєр      | 7–5, 6–4              |

## Рекорди
| Проміжок часу                                                                           | Встановлений рекорд                                                                    | #   | З ким ділить   |
| --------------------------------------------------------------------------------------- | -------------------------------------------------------------------------------------- | --- | -------------- |
| Відкритий чемпіонат Франції з тенісу 2001 – Вімблдонський турнір 2022                   | Найбільша кількість потраплянь до основної сітки турнірів Великого шлему               | 81  | Роджер Федерер |
| Відкритий чемпіонат Франції з тенісу 2002 – Відкритий чемпіонат Австралії з тенісу 2022 | Найбільша кількість потраплянь поспіль до основної сітки турнірів Великого шлему       | 79  | Одноосібно     |
| Відкритий чемпіонат Франції з тенісу 2001 – Відкритий чемпіонат Франції з тенісу 2021   | Найбільша кількість потраплянь поспіль до основної сітки Відкритого чемпіонату Франції | 21  | Одноосібно     |
| Відкритий чемпіонат Франції з тенісу 2001 – Відкритий чемпіонат Франції з тенісу 2021   | Найбільша кількість потраплянь до основної сітки Відкритого чемпіонату Франції         | 21  | Одноосібно     |
| Відкритий чемпіонат Франції з тенісу 2001 – Вімблдонський турнір 2022                   | Найбільша кількість потраплянь до основної сітки кожного з турнірів Великого шлему     | 20  | Одноосібно     |
| Barcelona Open 1998 – Barcelona Open 2023                                               | Найбільша кількість потраплянь до основної сітки одного з турнірів ATP 500             | 22  | Одноосібно     |
| 2002–2021                                                                               | Найбільша кількість потраплянь до основної сітки турнірів серії Мастерс                | 139 | Одноосібно     |
| 1998–2023                                                                               | Найбільша кількість потраплянь до основної сітки турнірів ATP 500                      | 97  | Одноосібно     |
| 2002–2023                                                                               | Найбільша кількість потраплянь до основної сітки турнірів на твердому покритті         | 279 | Одноосібно     |
| 1998–2023                                                                               | Найбільша кількість потраплянь до основної сітки турнірів просто неба                  | 394 | Одноосібно     |
| 1998–2023                                                                               | Найбільша кількість потраплянь до основної сітки турнірів ATP                          | 486 | Одноосібно     |
| 1998–2023                                                                               | Найбільша кількість поразок в основній сітці турнірів ATP                              | 490 | Одноосібно     |